# Мартін Фішер (тенісист)
Мартін Фішер (нім. Martin Fischer; нар. 21 липня 1986) — колишній австрійський тенісист.
Найвищу одиночну позицію світового рейтингу — 117 місце досяг 11 жовтня 2010, парну — 119 місце — 24 травня 2010 року.
Найвищим досягненням на турнірах Великого шолома було 2 коло в одиночному розряді.
Завершив кар'єру 2015 року.

## Часовий графік результатів
| W | Ф | ПФ | ЧФ | #Р | КТ | К# | DNQ | A | NH |

### Одиночний розряд
| Турніри Великого шлему                 |     |     |     |     |     |     |     |     |       |     |     |
| Відкритий чемпіонат Австралії з тенісу |     | К2р | К1р | К2р |     | К3р |     | К2р | 0 / 0 | 0–0 | –   |
| Відкритий чемпіонат Франції з тенісу   |     | К2р | К1р | 1р  | К1р | К2р | К2р | К1р | 0 / 1 | 0–1 | 0%  |
| Вімблдонський турнір                   |     | К3р | К3р | 2р  | 1р  | К2р | К3р | К3р | 0 / 2 | 1–2 | 33% |
| Відкритий чемпіонат США з тенісу       | К1р | К2р | К1р | К1р | К3р | К1р | К2р | К1р | 0 / 0 | 0–0 | –   |
| В-П                                    | 0–0 | 0–0 | 0–0 | 1–2 | 0–1 | 0–0 | 0–0 | 0–0 | 0 / 3 | 1–3 | 25% |

## Фінали ATP Челленджер і ITF Ф'ючерс

### Одиночний розряд: 20 (12–8)
| Легенда              |
| -------------------- |
| ATP Челленджер (2–3) |
| ITF Ф'ючерс (10–5)   |

| Фінали за покриттям |
| ------------------- |
| Тверде (6–5)        |
| Ґрунт (2–3)         |
| Трава (1–0)         |
| Килим (3–0)         |

| Результат | В-П  | Дата     | Турнір                         | Рівень     | Покриття | Суперник               | Рахунок            |
| --------- | ---- | -------- | ------------------------------ | ---------- | -------- | ---------------------- | ------------------ |
| Поразка   | 0–1  | Лис 2005 | Мексика F18, Керетаро          | Ф'ючерс    | Тверде   | Родрігу-Антоніу Гріллі | 4–6, 6–0, 3–6      |
| Перемога  | 1–1  | Сер 2006 | Австрія F8, Portschach         | Ф'ючерс    | Ґрунт    | Армін Зандбіхлер       | 6–2, 2–6, 6–1      |
| Поразка   | 1–2  | Сер 2006 | Австрія F9, Portschach         | Ф'ючерс    | Ґрунт    | Марко Ткалець          | 6–3, 3–6, 2–6      |
| Перемога  | 2–2  | Вер 2006 | Велика Британія F13, Ноттінгем | Ф'ючерс    | Тверде   | Раміз Джунейд          | 6–3, 6–3           |
| Перемога  | 3–2  | Січ 2007 | Австрія F2, Берггайм           | Ф'ючерс    | Килим    | Патрік Шмельцер        | 6–1, 6–2           |
| Перемога  | 4–2  | Кві 2007 | Росія F2, Тюмень               | Ф'ючерс    | Тверде   | Денис Мацюкевич        | 6–2, 6–3           |
| Перемога  | 5–2  | Вер 2007 | Велика Британія F17, Ноттінгем | Ф'ючерс    | Тверде   | Конор Ніланд           | 6–4, 6–3           |
| Перемога  | 6–2  | Вер 2008 | Франція F13, Баньєр-де-Бігорр  | Ф'ючерс    | Тверде   | Давид Гез              | 6–2, 6–3           |
| Перемога  | 7–2  | Вер 2008 | Велика Британія F14, Ноттінгем | Ф'ючерс    | Тверде   | Фредерік Жанклод       | 2–6, 7–5, 3–0 ret. |
| Перемога  | 8–2  | Лют 2009 | Хорватія F1, Загреб            | Ф'ючерс    | Тверде   | Люк Соренсен           | 6–3, 6–3           |
| Перемога  | 9–2  | Сер 2009 | Велика Британія F10, Ілклі     | Ф'ючерс    | Трава    | Ніл Поффлі             | 6–2, 6–4           |
| Поразка   | 9–3  | Лис 2009 | Йокогама, Японія               | Челленджер | Тверде   | Судзукі Такао          | 4–6, 6–7(5–7)      |
| Поразка   | 9–4  | Кві 2010 | Італія F4, Верчеллі            | Ф'ючерс    | Ґрунт    | Томас Схорель          | 4–6, 3–6           |
| Перемога  | 10–4 | Лип 2010 | Оберштауфен, Німеччина         | Челленджер | Ґрунт    | Седрік-Марсель Штебе   | 6–3, 6–4           |
| Поразка   | 10–5 | Жов 2010 | Палермо, Італія                | Челленджер | Ґрунт    | Аттіла Балаж           | 6–7(4–7), 6–2, 1–6 |
| Перемога  | 11–5 | Бер 2013 | Швейцарія F3, Taverne          | Ф'ючерс    | Килим    | Лауринас Грігеліс      | 7–6(7–4), 6–1      |
| Поразка   | 11–6 | Лип 2013 | Порторож, Словенія             | Челленджер | Тверде   | Грега Жемля            | 4–6, 5–7           |
| Перемога  | 12–6 | Бер 2014 | Кіото, Японія                  | Челленджер | Килим    | Тацума Іто             | 3–6, 7–5, 6–4      |
| Поразка   | 12–7 | Кві 2015 | Єгипет F13, Шарм-еш-Шейх       | Ф'ючерс    | Тверде   | Тюккер Ворстер         | 5–7, 5–7           |
| Поразка   | 12–8 | Кві 2015 | Єгипет F14, Шарм-еш-Шейх       | Ф'ючерс    | Тверде   | Денніс Новак           | 6–2, 1–6, 3–6      |

### Парний розряд: 46 (30–16)
| Легенда               |
| --------------------- |
| ATP Челленджер (15–8) |
| ITF Ф'ючерс (15–8)    |

| Фінали за покриттям |
| ------------------- |
| Тверде (8–7)        |
| Ґрунт (15–7)        |
| Трава (2–0)         |
| Килим (5–2)         |

| Результат | В-П   | Дата     | Турнір                                | Рівень     | Покриття | Партнер               | Суперники                                      | Рахунок                 |
| --------- | ----- | -------- | ------------------------------------- | ---------- | -------- | --------------------- | ---------------------------------------------- | ----------------------- |
| Поразка   | 0–1   | Сер 2005 | Італія F27, Сан-Бенедетто-дель-Тронто | Ф'ючерс    | Ґрунт    | Томас Вайндорфер      | Йозеф Нештіцький Федеріко Торрезі              | 2–6, 2–6                |
| Поразка   | 0–2   | Жов 2005 | Венесуела F4, Каракас                 | Ф'ючерс    | Тверде   | Філіпп Освальд        | Марсело Мело Марсіу Торріс                     | 2–6, 6–3, 4–6           |
| Поразка   | 0–3   | Жов 2005 | Венесуела F5, Каракас                 | Ф'ючерс    | Тверде   | Філіпп Освальд        | Рікардо Чіле-Фонте Сандор Мартінес-Брейхо      | 7–6(7–5), 6–7(3–7), 3–6 |
| Поразка   | 0–4   | Лют 2006 | Польща F1, Щецин                      | Ф'ючерс    | Тверде   | Філіпп Освальд        | Томаш Беднарек Мацей Ділай                     | 2–6, 6–4, 3–6           |
| Перемога  | 1–4   | Тра 2006 | Румунія F1, Бухарест                  | Ф'ючерс    | Ґрунт    | Філіпп Освальд        | Ріккардо Гедін Душан Кароль                    | 3–6, 6–0, 7–6(7–3)      |
| Поразка   | 1–5   | Тра 2006 | Румунія F2, Бухарест                  | Ф'ючерс    | Ґрунт    | Філіпп Освальд        | Віктор Йоніце Адр'ян Барбу                     | 4–6, 0–6                |
| Перемога  | 2–5   | Лип 2006 | Австрія F5, Тельфс                    | Ф'ючерс    | Ґрунт    | Філіпп Освальд        | Хрістіан Маґґ Патрік Шмельцер                  | 6–0, 6–3                |
| Перемога  | 3–5   | Лип 2006 | Австрія F6, Крамзах                   | Ф'ючерс    | Ґрунт    | Філіпп Освальд        | Хрістіан Маґґ Константін Ґрубер                | 6–4, 7–6(7–2)           |
| Перемога  | 4–5   | Сер 2006 | Австрія F8, Portschach                | Ф'ючерс    | Ґрунт    | Філіпп Освальд        | Хрістоф Лессяк-Колле Миха Млакар               | 6–3, 2–6, 6–2           |
| Перемога  | 5–5   | Вер 2006 | Німеччина F15, Кемптен                | Ф'ючерс    | Ґрунт    | Філіпп Освальд        | Раміз Джунейд Філіпп Маркс                     | 6–3, 1–6, 7–6(7–1)      |
| Перемога  | 6–5   | Січ 2007 | Австрія F1, Берггайм                  | Ф'ючерс    | Килим    | Філіпп Освальд        | Нікола Мартинович Йошко Топич                  | 6–4, 6–4                |
| Перемога  | 7–5   | Січ 2007 | Австрія F2, Берггайм                  | Ф'ючерс    | Килим    | Філіпп Освальд        | Хрістіан Маґґ Патрік Шмельцер                  | 6–2, 6–2                |
| Перемога  | 8–5   | Лют 2007 | Австрія F3, Берггайм                  | Ф'ючерс    | Килим    | Філіпп Освальд        | Андреас Гайдер-Маурер Армін Зандбіхлер         | 7–6(11–9), 6–2          |
| Перемога  | 9–5   | Сер 2007 | Австрія F7, Altenstadt                | Ф'ючерс    | Ґрунт    | Філіпп Освальд        | Макс Радічніґґ Патрік Шмельцер                 | 5–7, 6–2, 7–5           |
| Перемога  | 10–5  | Вер 2007 | Велика Британія F17, Ноттінгем        | Ф'ючерс    | Тверде   | Філіпп Освальд        | Джошуа Гудолл Том Рашбі                        | 6–3, 7–6(9–7)           |
| Поразка   | 10–6  | Сер 2008 | Бронкс, США                           | Челленджер | Тверде   | Андреас Бек           | Лукаш Длоуги Томаш Зіб                         | 6–3, 4–6, [9–11]        |
| Перемога  | 11–6  | Вер 2008 | Велика Британія F14, Ноттінгем        | Ф'ючерс    | Тверде   | Jeremy Blandin        | Колін О'Браєн Колін Флемінг                    | 6–0, 2–6, [11–9]        |
| Перемога  | 12–6  | Вер 2008 | Гренобль, Франція                     | Челленджер | Тверде   | Філіпп Освальд        | Нільс Десайн Дік Норман                        | 6–7(5–7), 7–5, [10–7]   |
| Поразка   | 12–7  | Бер 2009 | Шербур, Франція                       | Челленджер | Тверде   | Мартін Сланар         | Арно Клеман Едуар Роже-Васслен                 | 6–4, 2–6, [3–10]        |
| Перемога  | 13–7  | Сер 2009 | Велика Британія F10, Ілклі            | Ф'ючерс    | Трава    | Кріс Ітон             | Садік Кадір Пурав Раджа                        | 7–5, 3–6, [10–6]        |
| Перемога  | 14–7  | Вер 2009 | Тоді, Італія                          | Челленджер | Ґрунт    | Філіпп Освальд        | Пабло Сантос-Гонсалес Габрієль Трухільйо Солер | 7–5, 6–3                |
| Перемога  | 15–7  | Вер 2009 | Палермо, Італія                       | Челленджер | Ґрунт    | Філіпп Освальд        | П'єрр-Людовік Дюкло Рожеріу Дутра Сілва        | 6–3, 7–6(7–4)           |
| Перемога  | 16–7  | Жов 2009 | Коллінг, Данія                        | Челленджер | Тверде   | Філіпп Освальд        | Джонатан Маррей Айсам Куреші                   | 7–5, 6–3                |
| Перемога  | 17–7  | Бер 2010 | Кіото, Японія                         | Челленджер | Килим    | Філіпп Освальд        | Дівідж Шаран Вішну Вардган                     | 6–1, 6–2                |
| Поразка   | 17–8  | Кві 2010 | Монца, Італія                         | Челленджер | Ґрунт    | Фредерік Нільсен      | Даніеле Браччалі Давід Марреро                 | 3–6, 3–6                |
| Перемога  | 18–8  | Тра 2010 | Острава, Чехія                        | Челленджер | Ґрунт    | Філіпп Освальд        | Матеуш Ковальчик Томаш Беднарек                | 2–6, 7–6(8–6), [10–8]   |
| Перемога  | 19–8  | Жов 2010 | Палермо, Італія                       | Челленджер | Ґрунт    | Філіпп Освальд        | Алессандро Мотті Сімоне Ваньйоцці              | 4–6, 6–2, [10–6]        |
| Поразка   | 19–9  | Кві 2011 | Барлетта, Італія                      | Челленджер | Ґрунт    | Андреас Гайдер-Маурер | Лукаш Росол Ігор Зеленай                       | 3–6, 2–6                |
| Перемога  | 20–9  | Тра 2011 | Алессандріо, Італія                   | Челленджер | Ґрунт    | Філіпп Освальд        | Джефф Кутзе Андреас Сільєстрем                 | 6–7(5–7), 7–5, [10–6]   |
| Перемога  | 21–9  | Лип 2011 | Турин, Італія                         | Челленджер | Ґрунт    | Філіпп Освальд        | Володимир Ігнатик Мартін Кліжан                | 6–2, 6–4                |
| Перемога  | 22–9  | Лип 2011 | Оберштауфен, Німеччина                | Челленджер | Ґрунт    | Філіпп Освальд        | Томаш Беднарек Матеуш Ковальчик                | 7–6(7–1), 6–3           |
| Поразка   | 22–10 | Вер 2011 | Тоді, Італія                          | Челленджер | Ґрунт    | Алессандро Мотті      | Стефано Янні Лука Ванні                        | 4–6, 6–1, [9–11]        |
| Перемога  | 23–10 | Лис 2011 | Зальцбург, Австрія                    | Челленджер | Тверде   | Філіпп Освальд        | Александер Васке Ловро Зовко                   | 6–3, 3–6, [14–12]       |
| Поразка   | 23–11 | Лют 2012 | Бергамо, Італія                       | Челленджер | Тверде   | Філіпп Освальд        | Джеймі Дельгадо Кен Скупскі                    | 5–7, 5–7                |
| Перемога  | 24–11 | Бер 2012 | Бат, Велика Британія                  | Челленджер | Тверде   | Філіпп Освальд        | Джеймі Дельгадо Кен Скупскі                    | 6–4, 6–4                |
| Перемога  | 25–11 | Чер 2012 | Ноттінгем, Велика Британія            | Челленджер | Трава    | Олів'є Шарруен        | Євген Донской Андрій Кузнєцов                  | 6–4, 7–6(8–6)           |
| Перемога  | 26–11 | Вер 2012 | Тоді, Італія                          | Челленджер | Ґрунт    | Філіпп Освальд        | Марко Чеккінато Алессіо ді Мауро               | 6–3, 6–2                |
| Перемога  | 27–11 | Лют 2013 | Хорватія F2, Загреб                   | Ф'ючерс    | Тверде   | Ярослав Поспішил      | Марін Драганя Нікола Мектич                    | 4–6, 6–2, [10–6]        |
| Поразка   | 27–12 | Бер 2013 | Швейцарія F1, Фрауенфельд             | Ф'ючерс    | Килим    | Янніс Лініґер         | Жульєн Дюбель Яннік Янковіц                    | 3–6, 2–6                |
| Поразка   | 27–13 | Бер 2013 | Швейцарія F2, Вадуц                   | Ф'ючерс    | Килим    | Лука Кастельнуово     | Маттео Воланте Едоардо Еремін                  | 1–6, 4–6                |
| Перемога  | 28–13 | Бер 2013 | Швейцарія F3, Taverne                 | Ф'ючерс    | Килим    | Янніс Лініґер         | Лоренцо Фріджеріо Маттео Тревізан              | 6–4, 7–6(7–4)           |
| Перемога  | 29–13 | Кві 2013 | Рим, Італія                           | Челленджер | Ґрунт    | Андреас Бек           | Раміз Джунейд Мартін Еммріх                    | 7–6(7–2), 6–0           |
| Поразка   | 29–14 | Тра 2014 | Екс-ан-Прованс, Франція               | Челленджер | Ґрунт    | Андреас Бек           | Дієго Шварцман Орасіо Себальйос                | 4–6, 6–3, [5–10]        |
| Поразка   | 29–15 | Лип 2014 | Схевенінген, Нідерланди               | Челленджер | Ґрунт    | Джессі Гута Ґалунґ    | Матве Мідделкоп Бой Вестергоф                  | 4–6, 6–3, [6–10]        |
| Перемога  | 30–15 | Кві 2015 | Єгипет F13, Шарм-еш-Шейх              | Ф'ючерс    | Тверде   | Янніс Лініґер         | Лукас Мідлер Марк Каловелоніс                  | 6–4, 6–2                |
| Поразка   | 30–16 | Кві 2015 | Єгипет F14, Шарм-еш-Шейх              | Ф'ючерс    | Тверде   | Янніс Лініґер         | Мартіньш Поджус Яніс Поджус                    | 0–6, 6–0, [7–10]        |